# NGC 4622A
NGC 4622A је елиптична галаксија у сазвежђу Кентаур која се налази на NGC листи објеката дубоког неба.
Деклинација објекта је - 40° 42' 52" а ректасцензија 12h 43m 49,0s. Привидна величина (магнитуда) објекта NGC 4622 износи 13,2 а фотографска магнитуда 14,2. NGC 4622A је још познат и под ознакама ESO 322-64, MCG -7-26-35, VV 580, AM 1241-402, DCL 162, PGC 42845.